# Râul Strâmba, Ungureni
Râul Strâmba este un curs de apă, afluent al râului Ungureni. 